# Primeira FEB
A Primeira FEB (em castelhano:  Primera FEB) anteriormente conhecida como LEB Ouro (em castelhano:  LEB Oro) é a segunda liga em nível de importância no basquetebol espanhol. Teve seu nome alterado na temporada 2024-25, assim como a LEB Prata que passou a se chamar Segunda FEB e a Liga EBA que passou a se chamar Tercera FEB.

## História da LEB
A equipe que fica em primeiro lugar na temporada regular é promovido para a Liga Endesa, do 2º Lugar ao 9º formam-se séries de "Playoffs" onde o vencedor destas séries também é promovido
| Temporada | Campeão                                          | Finalista / campeão do playoff                   | MVP                                              | Técnico Campeão                                  |
| --------- | ------------------------------------------------ | ------------------------------------------------ | ------------------------------------------------ | ------------------------------------------------ |
| 1996–97   | CB Ciudad de Huelva                              | Caja Cantabria                                   | Bob Harstad                                      | Sergio Valdeolmillos                             |
| 1997–98   | Murcia Artel                                     | Baloncesto Fuenlabrada                           | Tony Smith                                       | Felipe Coello                                    |
| 1998–99   | Breogán Universidade                             | Cabitel Gijón                                    | Eric Cuthrell                                    | Paco García                                      |
| 1999–00   | Club Baloncesto Lucentum Alicante                | Club Ourense Baloncesto                          | Joe Bunn                                         | Andreu Casadevall                                |
| 2000–01   | Caprabo Lleida                                   | Club Baloncesto Granada                          | Michael Wilson                                   | Edu Torres                                       |
| 2001–02   | Club Baloncesto Lucentum Alicante (2)            | Minorisa.net Manresa                             | Lawrence Lewis                                   | Julio Lamas                                      |
| 2002–03   | Etosa Murcia                                     | Unelco Tenerife                                  | Jaime Peterson                                   | Felipe Coello                                    |
| 2003–04   | Bilbao Basket                                    | Club Baloncesto Granada                          | Aaron Swinson                                    | Txus Vidorreta                                   |
| 2004–05   | Baloncesto Fuenlabrada                           | IBB Hoteles Menorca                              | Ricardo Guillén                                  | Luis Casimiro                                    |
| 2005–06   | Bruesa GBC                                       | Polaris World Murcia                             | Thomas Terrell                                   | Porfirio Fisac                                   |
| 2006–07   | Ricoh Manresa                                    | Climalia León                                    | Ricardo Guillén                                  | Jaume Ponsarnau                                  |
| 2007–08   | Basket CAI Zaragoza                              | Bruesa GBC                                       | Andy Panko                                       | Curro Segura                                     |
| 2008–09   | Club Baloncesto Valladolid                       | Club Baloncesto Lucentum Alicante                | Jakim Donaldson                                  | Porfirio Fisac                                   |
| 2009–10   | Basket CAI Zaragoza                              | ViveMenorca                                      | Jakim Donaldson                                  | José Luis Abós                                   |
| 2010–11   | UCAM Murcia                                      | Blu:sens Monbús                                  | Ricardo Guillén                                  | Luis Guil                                        |
| 2011–12   | Iberostar Canarias                               | Menorca Bàsquet                                  | Jakim Donaldson                                  | Alejandro Martínez                               |
| 2012–13   | Ford Burgos                                      | Club Baloncesto Lucentum Alicante                | Ondřej Starosta                                  | Andreu Casadevall                                |
| 2013–14   | River Andorra MoraBanc                           | Ford Burgos                                      | Jordi Trias                                      | Joan Peñarroya                                   |
| 2014-25   | Ford Burgos                                      | Club Ourense Baloncesto                          | Ricardo Guillén                                  | Andreu Casadevall                                |
| 2015-16   | Quessos Cerato Palencia                          | Melilla Baloncesto                               | Óliver Arteaga                                   | Porfirio Fisac / Sergio García                   |
| 2016-17   | Retabet.es GBC                                   | Burgos                                           | Jordi Trias                                      | Porfirio Fisac                                   |
| 2017-18   | Café Candelas Breogán                            | ICL Manresa                                      | Jordi Trias                                      | Natxo Lezkano                                    |
| 2018-19   | Real Betis Energía Plus                          | RETAbet Bilbao                                   | Tyson Pérez                                      | Curro Segura                                     |
| 2019-20   | Não finalizada por causa da Pandemia de COVID-19 | Não finalizada por causa da Pandemia de COVID-19 | Não finalizada por causa da Pandemia de COVID-19 | Não finalizada por causa da Pandemia de COVID-19 |
| 2020-21   | Río Breogán                                      | Coviran Granada                                  | Kevin Larsen                                     | Diego Epifanio                                   |
| 2021-22   | Coviran Granada                                  | Bàsquet Girona                                   | Marc Gasol                                       | Pablo Pin                                        |
| 2022-23   | MoraBanc Andorra (2)                             | Zunder Palencia                                  | Michael Carrera                                  | Natxo Lezkano                                    |
| 2023-24   | Leyma Coruña                                     | IGC Força Lleida                                 | Alex Barcello                                    | Diego Epifanio                                   |
| 2024-25   | Silbö San Pablo Burgos                           | Real Betis Baloncesto                            |                                                  |                                                  |